# Tommy Scott and the Senators
Tommy Scott and the Senators este o trupă înființată în Marea Britanie, ce își ținea concertele în cluburile de noapte din țara Galilor. Membrul fondator este Vernon Hopkins, 
În 1964 trupa Tommy Scott and the Senators compune șapte melodii ce sunt pe loc acceptate Joe Meek, producător la casa de discuri "Telstar". Planul era să lanseze un single, "Lonely Joe/I Was a Fool" însă Meek a refuzat să lanseze piesa. Abia după ce al doilea single "It's Not Unusual" a devenit hit, Meek a reușit să vândă înregistrările caselor de distribuție "Tower" din  USA și casei "Columbia UK" din Marea Britanie.
Grupul s-a întors în țara Galilor pentru a-și cânta piesele în căminele culturale YMCA Young Men Club Association (devenite săli de dans) și cluburi de noapte pentru muncitori. Aici, în clubul Top Cat din Cymtellery, Tom „Tommy” Jones este remarcat de Gordon Mills. Acesta îi propune să îl reprezinte și îi schimbă numele de scenă din „Tommy” în „Tom Jones”. Gordon Mills era la vreme aceea manager cu experiență care îl lansase și pe  Engelbert Humperdinck.
Trupa „The Senators” a fost redenumită „The Playboys” și apoi „The Squires”. Era momentul după ce Tom Jones părăsește trupa pentru a-și începe o carieră solo.